# دوغلاس دي أوليفيرا
دوغلاس دي أوليفيرا (بالبرتغالية: Douglas Oliveira‏) (30 يناير 1986 ببونتا غروسا في البرازيل - ) هو لاعب كرة قدم برازيلي في مركز الهجوم. لعب مع سبورتينغ براغا وغريميو بورتو أليغرينزي وفيتوريا دي غيماريش ونادي بيرا مار ونادي كريسيوما ونادي أمريكا.

## وصلات خارجية
- دوغلاس دي أوليفيرا على موقع قاعدة بيانات كرة القدم.إي يو (الإنجليزية)
- دوغلاس دي أوليفيرا على موقع Soccerway.com (الإنجليزية)